# Az Igazság Ligája: Végtelen Világok Válsága – Harmadik rész
Az Igazság Ligája: Végtelen Világok Válsága – Harmadik rész (eredeti cím: Justice League: Crisis on Infinite Earths – Part Three) 2024-ben bemutatott amerikai 2D-s számítógépes animációs szuperhősfilm, amelyet Jeff Wamester rendezett. A film Marv Wolfman és George Pérez által alkotott, Crisis on Infinite Earths című képregény alapján készült.
Amerikában 2024. július 16-én mutatták be. Magyarországon 2025. március 14-én került fel a Maxre, míg az HBO-n 2025. március 15-én adták le.

## Szereplők
| Szerep                                | Eredeti hang            | Magyar hang            |
| ------------------------------------- | ----------------------- | ---------------------- |
| Batman / Bruce Wayne                  | Jensen Ackles           | Széles Tamás           |
| Superman / Clark Kent                 | Darren Criss            | Szatory Dávid          |
| Superman a Föld-2-ről / Clark Kent    | Darren Criss            | Szatory Dávid          |
| Lex Luthor                            | Corey Stoll             | Dévai Balázs           |
| Supergirl / Kara Zor-El               | Meg Donnelly            | Kis-Kovács Luca        |
| Zöld Lámpás / John Stewart            | Aldis Hodge             | Tokaji Csaba           |
| Csodanő / Diane Prince                | Stana Katić             | Solecki Janka          |
| John Constantine                      | Matt Ryan               | Horváth-Töreki Gergely |
| Batgirl / Barbara Gordon              | Gideon Adlon            |                        |
| Marsbéli Vadász / J'on J'onzz         | Ike Amadi               | Zöld Csaba             |
| Lélekkalóz / Charles Halstead         | Geoffrey Arend          | Karácsonyi Zoltán      |
| Joker                                 | Troy Baker              | Fekete Zoltán          |
| Pókszerű Lámpás                       | Troy Baker              | Fekete Zoltán          |
| Adam Strange                          | Brian Bloom             |                        |
| Sidewinder                            | Brian Bloom             |                        |
| Flash / Barry Allen                   | Matt Bomer              | Hám Bertalan           |
| Flash / Jay Garrick                   | Armen Taylor            | Hám Bertalan           |
| Gázmaszkos katona                     | Armen Taylor            |                        |
| Hóhér                                 | Armen Taylor            |                        |
| Éjárny                                | Ashly Burch             | Lamboni Anna           |
| Mera királynő                         | Ashly Burch             | Farkas Fanni           |
| Robin a Föld-2-ről / Dick Grayson     | Zach Callison           | Jaskó Bálint           |
| Robin / Damien Wayne                  | Zach Callison           | Gáll Dávid             |
| Batman a Föld-12-ről / Bruce Wayne    | Kevin Conroy            | Sótonyi Gábor          |
| Lois Lane                             | Alexandra Daddario      | Sipos Eszter Anna      |
| Bat Lash                              | Brett Dalton            | Suhajda Dániel         |
| Atom kapitány / Nathaniel Adam        | Brett Dalton            | Suhajda Dániel         |
| Lobo                                  | John DiMaggio           |                        |
| Mr. Tökéletes / Michael Holt          | Ato Essandoh            | Sörös Miklós           |
| Doktor Sors / Kent Nelson             | Keith Ferguson          | Mészáros Tamás         |
| Kétarc / Harvey Dent                  | Keith Ferguson          | Mészáros Tamás         |
| Batman Beyond / Terry McGinnis        | Will Friedle            | Szabó Andor            |
| Kamandi                               | Will Friedle            | Kretz Boldizsár        |
| Hippolyta                             | Jennifer Hale           | Bertalan Ágnes         |
| Zöld Lámpás / Aya                     | Jennifer Hale           | Mezei Kitty            |
| Joker a Föld-12-ről                   | Mark Hamill             | Háda János             |
| Sólyomlány / Shayera Hol              | Jamie Gray Hyder        | Gellért Dorottya       |
| Fiatal Diane Prince                   | Jamie Gray Hyder        |                        |
| Doktor Fény / Dr. Kimiyo Hoshi        | Erika Ishii             | Berkes Boglárka        |
| Vadásznő / Helena Wayne               | Erika Ishii             |                        |
| Kérdés                                | David Kaye              | Magyar Bálint          |
| Cardoni Lámpás                        | David Kaye              | Magyar Bálint          |
| Kék Bogár / Ted Kord                  | Matt Lanter             | Pásztor Tibor          |
| Aquaman / Arthur Curry                | Liam McIntyre           | Fehérváry Márton       |
| Dr. Beth Chapel                       | Cynthia Kaye McWilliams | Nádasi Veronika        |
| Gepárd                                | Cynthia Kaye McWilliams |                        |
| Kísértet                              | Lou Diamond Phillips    | Olt Tamás              |
| Fekete Kanári / Dinah Drake           | Elysia Rotaru           | Orosz Anna             |
| Fekete Kanári II / Dinah Laurel Lance | Elysia Rotaru           |                        |
| Méregcsók / Pamela Isley              | Katee Sackhoff          | Nemes Takách Kata      |
| Vixen / Mari McCabe                   | Keesha Sharp            | Nemes Takách Kata      |
| Zöld Íjász / Oliver Queen             | Jimmi Simpson           | Szabó Máté             |
| Kék Lámpás / Razer                    | Jason Spisak            | Brasch Bence           |
| Hayseed                               | Jason Spisak            | Kis Horváth Zoltán     |
| William Storm kapitány                | Dean Winters            | Weigert Viktor         |

### Magyar változat
- Főcím: Orosz Gergely
- Magyar szöveg: Imri László
- Hangmérnök: Nemes László
- Vágó: Simkóné Varga Erzsébet
- Gyártásvezető: Cabello-Colini Borbála
- Szinkronrendező: Blahó Gergő
- Produkciós vezető: Várkonyi Krisztina
- További magyar hangok: Ince Sára, László Rebeka, Nádorfi Krisztina, Sipka Gábor, Tóth Zsófia

A szinkront az HBO megbízásából a Mafilm Audio Kft. készítette.